# 48 Librae
48 Librae (HD 142983 / HR 5491 / HIP 78207) es una estrella en la constelación de Libra de magnitud aparente +4,94, miembro de la Asociación estelar de Scorpius-Centaurus. Se encuentra a 513 años luz de distancia del sistema solar. 
La clasificación estelar de 48 Librae es problemática. Catalogada como supergigante azul de tipo espectral B8Ia/Iab en la base de datos SIMBAD o como gigante azul de tipo B5III, probablemente sea en realidad una estrella de la secuencia principal. Es una estrella Be —posee un disco de gas a su alrededor—, consecuencia de su elevadísima velocidad ecuatorial de rotación de 393 km/s, una de las más altas que se conocen. El eje de rotación debe estar casi perpendicular a la línea de visión, lo que es consistente con su estatus de estrella con envoltura, implicando que el disco gaseoso que la rodea está alineado con la línea de visión pareciendo particularmente grueso.
La rápida rotación hace que 48 Librae no tenga forma esférica, estando abultada en la zona ecuatorial. Ello afecta a su temperatura superficial, mayor en las regiones polares que en el ecuador, al estar este último más lejos del centro. Este fenómeno, conocido como oscurecimiento gravitatorio, provoca que los polos, más calientes, sean también más brillantes. Teniendo en cuenta que no existe una única temperatura a partir de la cual se pueden calcular otros parámetros, la temperatura aparente observada de 17.645 K sirve para obtener un valor aproximado de su luminosidad (965 veces mayor que la del Sol) y su radio (3,3 veces más grande que el radio solar). Estos valores concuerdan con una estrella cuya energía proviene de la fusión de hidrógeno con una edad de 50 - 55 millones de años.
48 Librae es una variable eruptiva Gamma Cassiopeiae que recibe la designación de variable FX Librae.